# Gosha Kutsenko

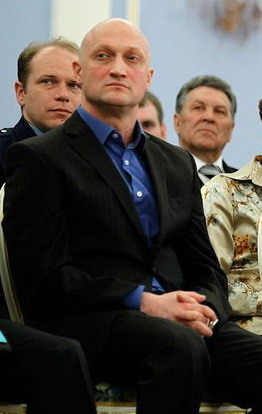
Gosha Kutsenko

Yuri Georgiyevich Kutsenko (Ю́рий Гео́ргиевич Куце́нко en grafía rusa) conocido artísticamente como Gosha Kutsenko (20 de mayo de 1967 en Zaporizhia, Ucrania) es un actor, productor, cantante, poeta y guionista ruso. En 2008 se inscribió en el partido político Rusia Unida. Kutsenko es conocido por sus actuaciones en películas como Mama, ne garyú, Antikiller, Nochnoi dozor y Echelon Conspiracy.

## Filmografía parcial
| Año  | Título                              | Papel                | Observaciones |
| ---- | ----------------------------------- | -------------------- | ------------- |
| 1993 | Dreams                              | Tailor               |               |
| 1993 | Deti Chugunnykh Bogov               | Fyodor               |               |
| 1994 | Noktyurn dlya barabana i mototsikla |                      |               |
| 1995 | Pod znakom skorpiona                |                      |               |
| 1995 | Burial of the Rats                  | Cura                 | TV movie      |
| 1998 | Mama, ne garyú                      | Arthur               |               |
| 1999 | 8 ½ $                               |                      |               |
| 2000 | Khoroshie i plokhie                 |                      |               |
| 2002 | Doroga                              |                      |               |
| 2002 | Spetsnaz                            |                      | Miniserie     |
| 2002 | Aprel                               | Artur                |               |
| 2002 | Antikiller                          | Mayor Korenev        |               |
| 2002 | V dvizhenii                         | Cameo                |               |
| 2002 | Odinochestvo krovi                  | Vladimir             |               |
| 2003 | Antikiller 2: Antiterror            | Mayor Korenev        |               |
| 2004 | Nochnoi dozor                       | Ignat                |               |
| 2004 | Mars                                | Boris Nikitin        |               |
| 2005 | Uboynaya sila                       |                      | Miniserie     |
| 2005 | Turetskii gambit                    | Ismail-Bei           |               |
| 2005 | Nochnoy bazar                       |                      |               |
| 2005 | Ot 180 i vyshe                      | Alik                 |               |
| 2005 | Gibel imperii                       | Gibson               | TV miniseries |
| 2005 | Mama, ne garyú                      | Artur                |               |
| 2005 | Garpastum                           | Aleksandr Blok       |               |
| 2005 | Esenin                              | Yakov Blumkin        | TV miniseries |
| 2005 | Posledniy uik-end                   | The Rabid            |               |
| 2005 | Okhota na izyubrya                  | Luchkov              | TV miniseries |
| 2006 | Dnevnoi dozor                       | Ignat                |               |
| 2006 | Sdvig                               |                      |               |
| 2006 | Zhest                               | Nudista              |               |
| 2006 | Dikari                              | Ay-yay               |               |
| 2007 | Paragraf 78                         | Gudvin               |               |
| 2007 | Lubov morkov                        | Andrei Golubev       |               |
| 2007 | Derzkie dni                         | Capitán              |               |
| 2008 | Vsyo mogut koroli                   |                      |               |
| 2008 | Indigo                              | Sukhanov             |               |
| 2008 | 13 mesiaytsev                       | Gleb                 |               |
| 2008 | La isla habitada                    | Veper                |               |
| 2008 | Lubov morkov 2                      | Sukhanov             | Andrei        |
| 2009 | Echelon Conspiracy                  | General ruso         |               |
| 2009 | Kniga masterov                      | Koshchey Bessmertnyy |               |
| 2009 | Antikiller D.K: Lyubov bez pamyati  | Lis                  |               |
| 2010 | Ironiya lyubvi                      | General              |               |
| 2010 | Kompensatsiya                       |                      |               |
| 2011 | Lubov Morkov 3                      | Andrey Golubev       |               |
| 2011 | Samka                               |                      |               |
| 2011 | Rzhevsky contra Napoleón            |                      |               |
| 2011 | The Darkest Hour                    |                      |               |

| Año  | Película | Observaciones |
| ---- | -------- | ------------- |
| 2006 | Dikari   |               |

| Año  | Película                           | Observaciones |
| ---- | ---------------------------------- | ------------- |
| 2006 | Antikiller D.K: Lyubov bez pamyati |               |